# Kolektivizace v Československu

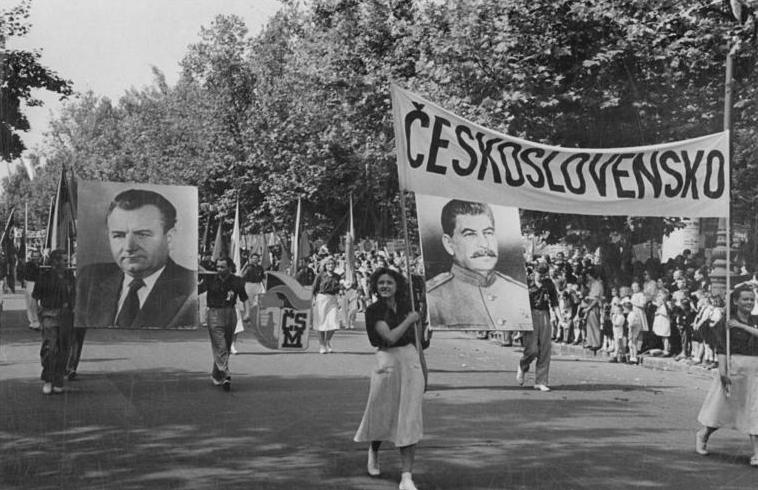
Průvod mládeže nesoucí obrazy Stalina a Gottwalda – vliv Sovětského svazu na Československo byl zřetelný i v zemědělské politice

Kolektivizace v Československu byl proces přeměny individuálního soukromého zemědělství na kolektivní, který iniciovala a řídila Komunistická strana Československa v souladu s politickou teorií i praxí stalinismu. Hlavní fáze vyvlastňování zemědělské výroby a jejího spojování do stranou ovládaných družstevních a státních podniků probíhala v letech 1948–1960, tento proces však dozníval až do roku 1989.
Kolektivizace začala brzy po komunistickém převratu v únoru 1948. Otázka pozemkové reformy patřila po druhé světové válce mezi nejdůležitější a Komunistická strana Československa jí dokázala demagogicky využít – komunisté před rokem 1948 tvrdili, že ke kolektivizaci v Československu nedojde, komunistický ministr zemědělství Július Ďuriš však zároveň připravoval zákony, na jejichž základě pak kolektivizace byla prováděna.
Bezprostředním podnětem ke spuštění kolektivizace se stalo zasedání Informbyra v červnu 1948, po němž KSČ spustila štvavou propagandu proti sedlákům, které označila za „vesnické boháče“ a „kulaky“, s nimiž je potřeba se v rámci třídního boje vypořádat. Pomocí pokřivené legislativy, represí bezpečnostních složek, zmanipulovaných soudů a ekonomického nátlaku se státní orgány snažily sedláky i menší rolníky donutit ke vstupu do Jednotného zemědělského družstva (JZD). Od srpna 1950 do března 1951 bylo odsouzeno na 50 tisíc soukromých zemědělců, což představovalo 40 % všech odsouzených v tomto období.
Během roku 1951 se opatření proti „kulakům“ dále zostřovala a zejména ministerstvo spravedlnosti se snažilo prosadit častější uplatňování trestu zákazu pobytu, což v praxi představovalo přesídlování rodin odsouzených sedláků. Komunističtí představitelé ovšem stále represivní opatření proti sedlákům považovali za nedostatečná, a proto v listopadu 1951 spustili Akci K (kulak), jejímž cílem bylo vystěhovávání rodin odsouzených sedláků z oblasti původního bydliště. Kvůli organizačním problémům byla akce v květnu 1952 přerušena, aby pak mohla být v listopadu téhož roku spuštěna znovu ve větším rozsahu a plynuleji.
Po Stalinově a Gottwaldově smrti v březnu roku 1953 došlo k dočasnému uvolnění represí, a v lednu 1954 dokonce k ukončení Akce kulak, v jejímž průběhu byly přestěhovány asi 3–4 tisíce rodin. V období mocenského boje v Sovětském svazu panovala určitá nejistota režimu, od roku 1955 však komunisté znovu napjali síly k tomu, aby zabránili rozpadání JZD a dokončili kolektivizaci. Okolo roku 1960 již JZD obhospodařovala drtivou většinu půdy, většina soukromě hospodařících zemědělců byla zlikvidována, a tak prezident Novotný mohl slavnostně vyhlásit vítězství socialismu v Československu.
Jelikož kolektivní hospodaření komunisté vybudovali jen na politicko-ideologických základech a nikoli na základech hospodářských, po pádu československého komunistického režimu roku 1989 se začala jednotná zemědělská družstva rozpadat anebo zásadně přizpůsobovat principům tržní ekonomiky.

## Stav zemědělství před kolektivizací

### Pozemková reforma roku 1919

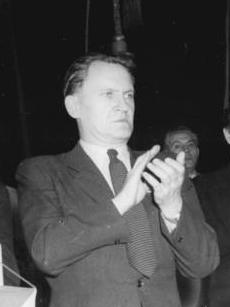
Július Ďuriš, komunistický ministr zemědělství

Ačkoli 7. září 1848 došlo v rámci revolučního dění ke zrušení poddanství, feudálové a církev si svou půdu ponechali. Prosincová ústava roku 1867 sice vyhlásila rovnoprávnost všeho obyvatelstva, ke zrušení šlechtických výsad ovšem došlo až po zániku rakousko-uherské monarchie a vzniku Československé republiky. Zároveň se začala vytvářet právní nařízení, jež měla skoncovat se šlechtickými velkostatky a přerozdělit půdu. Prvním krokem k pozemkové reformě se stal zákon o obstavení velkostatků z listopadu 1918. Samotná pozemková reforma byla vyhlášena v dubnu 1919: znárodněn měl být veškerý pozemkový majetek přesahující 150 ha zemědělské půdy, a takto vyvlastněná půda pak měla být předána či pronajata malým zemědělcům či bezzemkům, přičemž přidělování půdy reguloval zvláštní zákon: přidělovat se mělo až 15 ha půdy.
Pozemková reforma se kvůli nevyjasněným diplomatickým vztahům s Vatikánem ovšem při své realizaci jen málo dotkla církevní půdy, a kvůli korupci navíc pod různými záminkami unikly vyvlastnění i mnohé další velkostatky. Vládní agrární strana ovšem díky tomu, že řídila proces rozdělování půdy, získala velkou popularitu. Došlo také k rozmachu zemědělských družstev, jež organizovala svépomoc mezi členy (poskytování půjček, organizace prodeje zemědělských produktů, poskytování strojů).
I přes své četné nedokonalosti dokázala pozemková reforma zklidnit sociální napětí na venkově a zároveň vytvořit prosperující vrstvu sedláků, kteří se většinou dokázali úspěšně vypořádat s velkou hospodářskou krizí – na rozdíl od mnoha menších rolníků, kteří v důsledku krize přišli na mizinu. Během období protektorátu došlo k vysídlení Benešovska, Neveklovska, Sedlčanska a Vyškovska, projevovala se snaha převádět půdu na Říši a byla zavedena dodávková povinnost, k dalším zásadnějším změnám v zemědělství ovšem nedošlo.

### Zemědělství po druhé světové válce
Agrární strana, předválečná opora zemědělců, byla Košickým vládním programem z 5. dubna 1945 zakázána, což vychýlilo politickou rovnováhu obnoveného Československa doleva a oslabilo politický vliv selského stavu. Brzy po válce bylo vydáno několik dekretů, v jejichž důsledku byli Němci vysídleni z Československa a zabrán jejich majetek. Navíc ještě přes 2 miliony ha zbývalo rozdělit z prvorepublikové pozemkové reformy. Pozemky po válce rozděloval Národní pozemkový fond při ministerstvu zemědělství, a to do výše 13 ha. Protože ministrem zemědělství byl člen Komunistické strany Československa Július Ďuriš, dokázali si komunisté přidělováním půdy získat popularitu.
Komunisté takticky zamlčovali své kolektivizační plány, neboť rolníci by jen stěží přivítali znárodnění veškeré své půdy a její převedení do společného vlastnictví. Namísto toho komunisté vydávali prohlášení o tom, že v Československu kolchozy sovětského typu vznikat nebudou. Po úspěchu komunistů v českých zemích ve volbách roku 1946 obsadili komunisté klíčová ministerstva zemědělství, vnitra i obrany. Ministr zemědělství Ďuriš pak vytvořil návrh šesti zákonů (Hradecký program), jenž nabízel konečné vyřešení otázky půdy, nové půdní příděly z pozemkového fondu, příděly zemědělských strojů a výhodné scelování půdy. Takovéto návrhy přirozeně získaly širokou podporu rolníků. Další podporu si komunisté získali dodávkami obilí z Ukrajiny při neúrodě roku 1947.

### Uchopení moci komunisty
Brzy po únorovém komunistickém převratu schválilo Národní shromáždění tzv. Ďurišovy zákony (půjčky zemědělcům na nákup strojů, revize pozemkové reformy, ztížení možnosti převodu pozemkového majetku, zakotvení zásady „půda patří těm, kdo na ní pracují“, omezení držby půdy na 50 ha a regulace přerozdělování půdy, scelování půdy, stanovení zemědělské daně). Také Ústava Československé republiky, přijatá v květnu 1948, sice povolovala soukromé vlastnictví půdy jen do 50 ha, zároveň však vlastnictví půdy do 50 ha garantovala. Navíc vyhlašovala princip netknutelnosti osobního majetku.
Jelikož tyto zákony byly výhodné prakticky pro všechny rolnické vrstvy, dokázali si komunisté ještě několik měsíců po převratu udržet širokou podporu zemědělců. Rolníci ovšem brzy měli zjistit, že se jednalo jen o zastírací manévr komunistů na jejich cestě ke kolektivizaci. Projevilo se to již při aplikaci Ďurišových zákonů, při níž byla zvýhodňována nově zakládaná kolektivistická Jednotná zemědělská družstva v českých zemích a Jednotná rolnická družstva na Slovensku. Tato nová družstva ovšem měla jen pramálo společného s prvorepublikovým družstevnictvím, jehož cílem byla podpora soukromého hospodaření. JZD namísto toho směřovala ke kolektivnímu hospodaření a likvidaci hospodaření soukromého.

## Počátek kolektivizace

### Pokyn zMoskvy (červen 1948)
Ještě dříve, než stačila KSČ podrobněji propracovat svou další zemědělskou politiku, proběhlo v červnu zasedání Informbyra, jež odsoudilo samostatný postup Jugoslávie a nerespektování „sovětských poznatků“. Ústřední výbor KSČ (ÚV KSČ) toto stanovisko přijal a deklaroval, že nestrpí žádné odchylky od sovětského modelu kolektivizace. To znamenalo příklon k stalinskému fundamentalismu, jenž nehledí na skutečné ekonomické potřeby a specifika jednotlivých zemí, a k rozpoutání štvavé propagandy, jež měla podnítit třídní boj na venkově.
K rozpoutání boje na venkově bylo ovšem nezbytné nejdříve najít nepřítele. Aplikací marxismu na zemědělství komunisté proti sobě postavili „vykořisťované bezzemky a chudé rolníky“ proti „kapitalistickým sedlákům“. Pojem „sedlák“ se však úzce pojil s pozitivní představou váženého zemědělce, a tak se nakonec v oficiální terminologii prosadil termín „vesnický boháč“ a „kulak“, synonymní pojem převzatý z ruštiny. Oba pojmy byly velmi vágní, nebylo zřejmé, zda jsou definovány podle výměry půdy (vlastník půdy nad 20 ha), podle míry vykořisťování nebo podle jiného hlediska. Tato vágnost ovšem komunistům poskytovala prostor pro libovůli a pragmatismus.
| „                                              | Nemusíme ústavu měnit, ale máme možnost, aby sami rolníci porušovali ústavu. Například neplní dodávky a my můžeme na ně uvalit sankce. | “ |
| — Július Ďuriš na schůzi ÚV KSČ 14. října 1948 | |   |

### Pseudozákonný postup (1948–1950)
K postupu proti soukromým zemědělcům využili komunisté stávajících zákonů, byť mnohdy velmi násilně vyložených, i zákonů zcela nových. Velmi často se opírali o zákon z roku 1947, jenž stanovoval povinnost řádně obdělávat veškerou půdu podle zemědělského plánu, uvaloval sankce za zanedbávání zemědělské výroby a umožňoval místním národním výborům (MNV) a okresním národním výborům (ONV) rozhodovat o nevyužitých výrobních prostředcích. Komunistický režim nyní zdůrazňoval zejména represivní stránku tohoto zákona. Přestoupení zákona o černém obchodu nyní začalo být posuzováno jako zločin ve smyslu zákona na ochranu lidově demokratické republiky.
Zemědělským zákonům přijatým v březnu 1948 se od zemědělců dostalo široké podpory, provádění těchto zákonů se ovšem obrátilo proti mnohým z nich. Při scelování půdy „kulaci“ dostávali náhradou za svou dobrou půdu méně výnosnou půdu na okraji katastrů. Komunističtí funkcionáři také vylučovali soukromé zemědělce z přídělu strojů i z funkcí v národních výborech a zájmových organizacích.

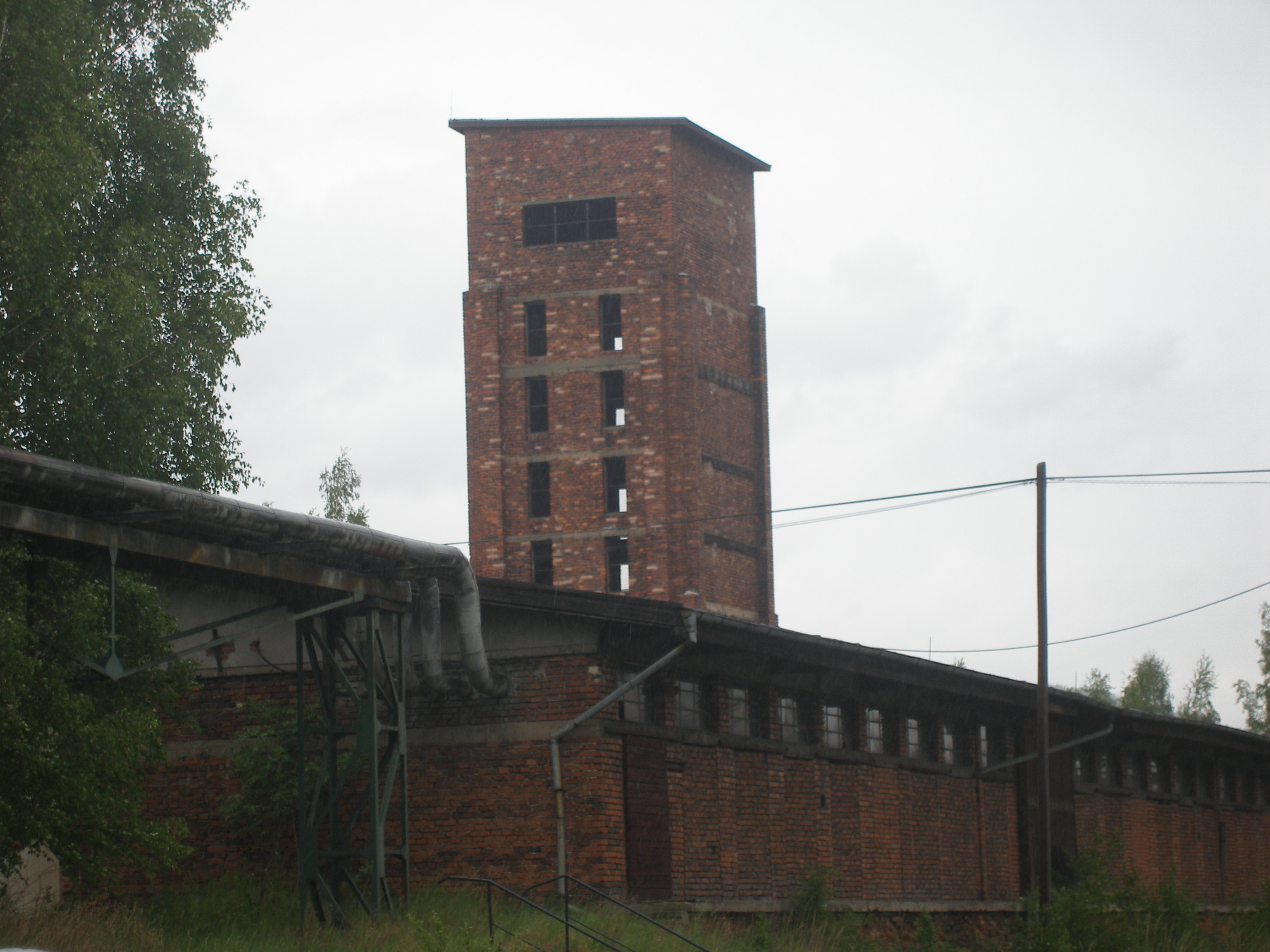
Tábor nucené práce Jáchymov

Účinnější postihování projevů nesouhlasů s režimem mělo zajistit zřízení ministerstva národní bezpečnosti (MNB) a schválení nového trestního zákoníku soudního a správního. Podle těchto zákonů mohly tresty odnětí svobody udělovat nejen soudy, nýbrž také trestní komise při krajských národních výborech (KNV) a při ONV; jednalo se například o tresty v táborech nucené práce. Během roku 1950 také místa většiny prokurátorů obsadili tzv. „dělničtí prokurátoři“, kteří absolvovali jednoletý rychlokurz a měli úzké styky s KSČ. Justice se tak postupně stávala poslušným nástrojem komunistického režimu.
Procesů s „kulaky“ začalo tedy během roku 1950 přibývat, represe ovšem velmi často postihovaly také drobnější zemědělce. Strategie KSČ byla jednoduchá: vytvořit takové podmínky (například nuceným odprodejem zemědělských strojů), jež soukromí zemědělci nebudou schopni splnit, a pak je exemplárně potrestat. Takové tresty (zpravidla za neplnění dodávek) pak zastraší ostatní rolníky a donutí je k „dobrovolnému“ vstupu do JZD.

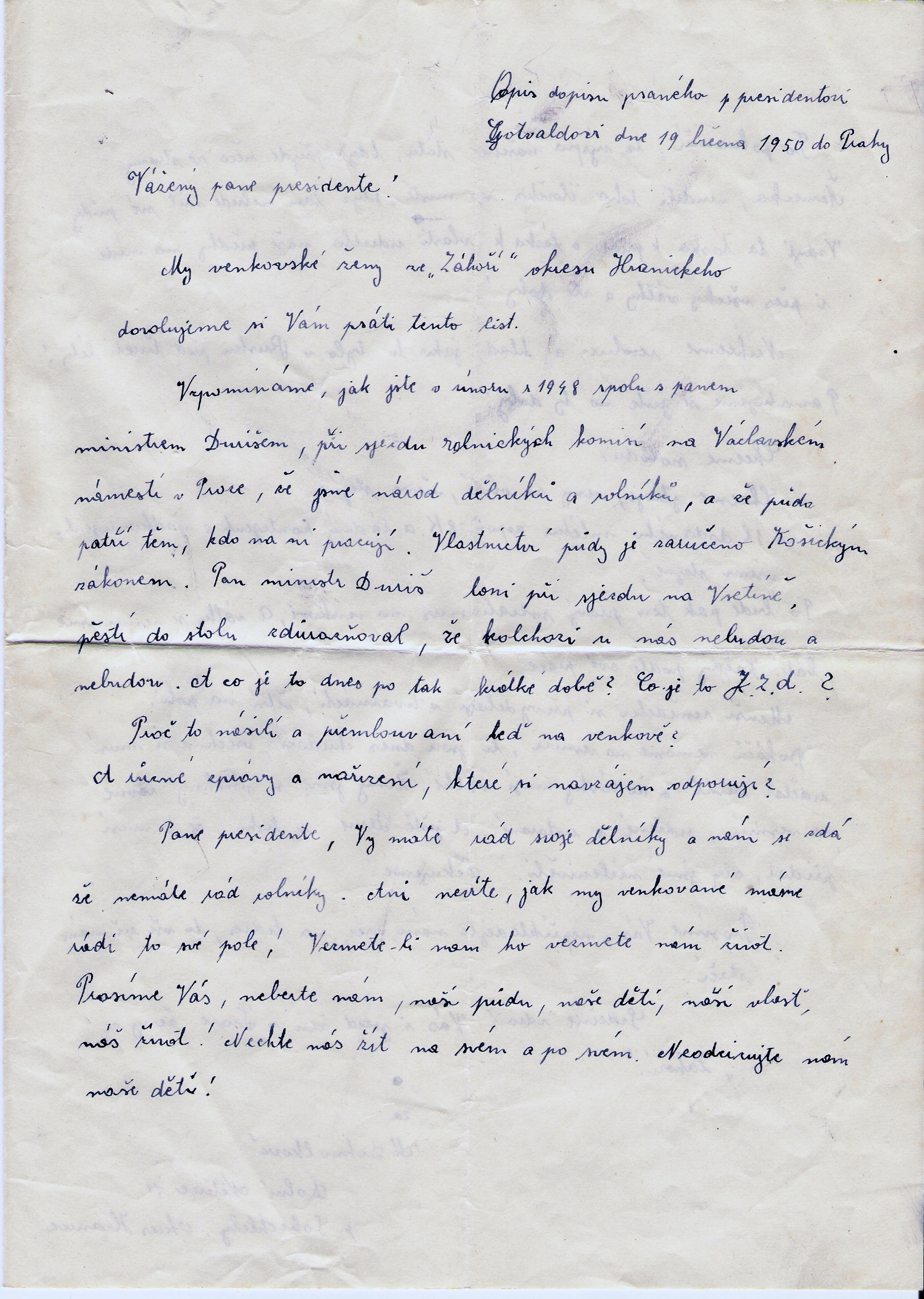
Dopis žen ze Záhoří presidentu Klementu Gottwaldovi protestující proti násilné kolektivizaci – 1. strana (čitelné)
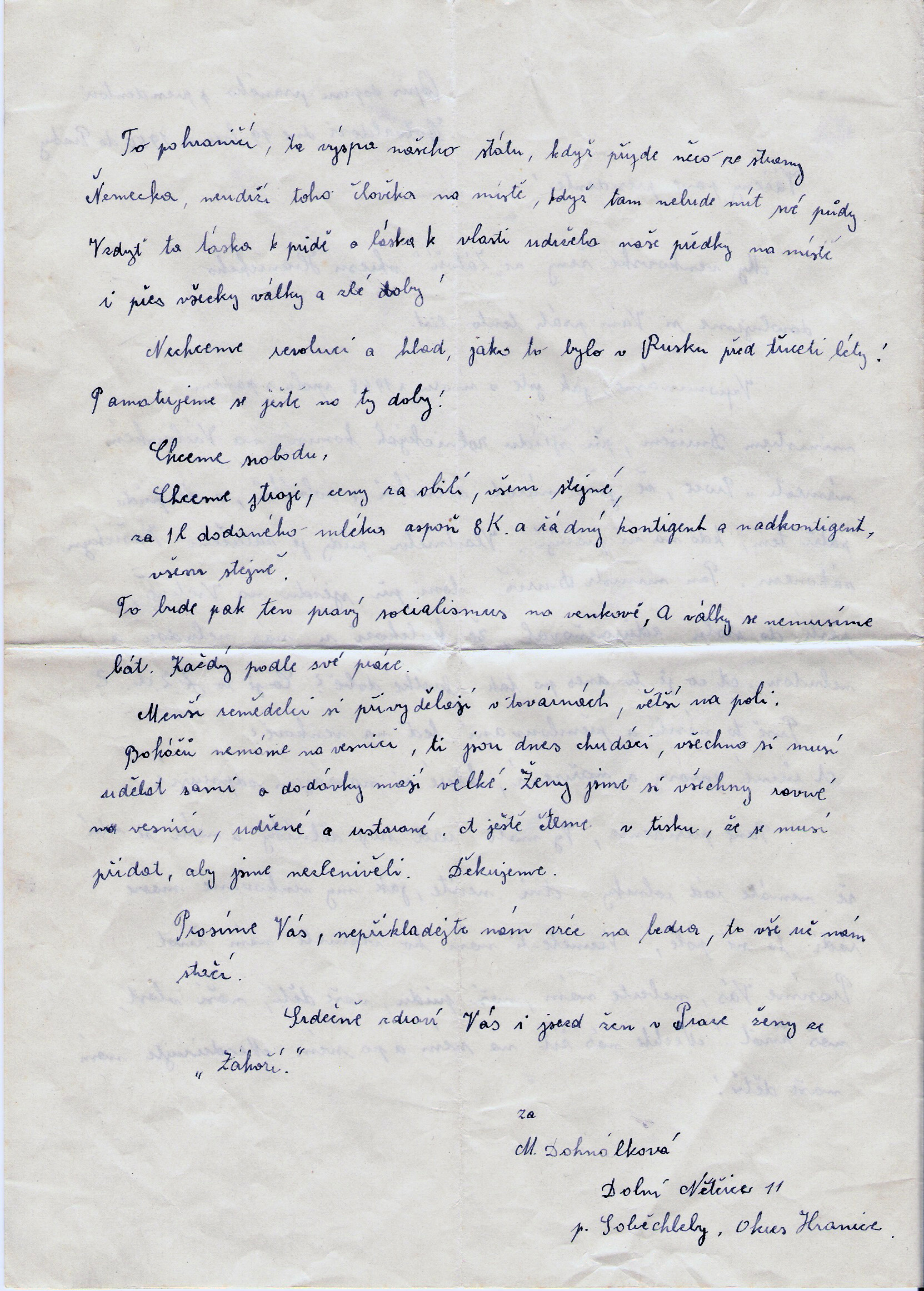
Dopis žen ze Záhoří – 2. strana (čitelné)
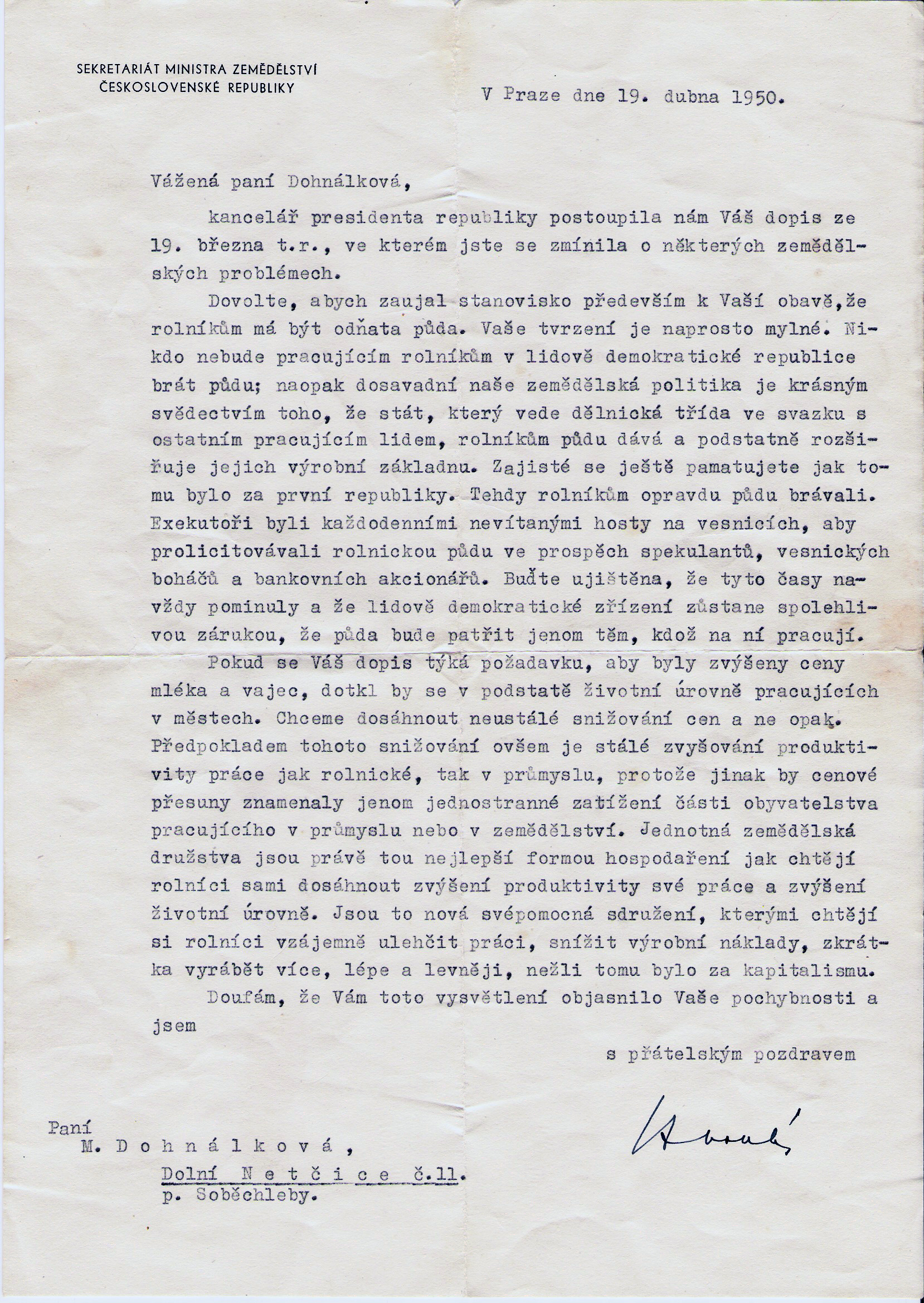
Odpověď ministerstva zemědělství na dopis žen ze Záhoří (čitelné)

### Zostřené „rozkulačování“ (jaro 1951)
Hlavní překážku zakládání a prosperity JZD (resp. JRD) podle názoru komunistických funkcionářů představovali „kulaci“, kteří se „nemohou zbavit svých vykořisťovatelských zvyklostí“, a proto byli ve stále větší míře z JZD vylučováni. Sedláci se tak ocitali v bezvýchodné situaci: stát jim odebral zemědělské stroje, což je nutilo ke vstupu do zemědělských družstev, pokud měli dále dodržet dodávky zemědělských produktů, a vyhnout se tak potrestání. Nyní je však zemědělská družstva odmítala přijmout. Nepřítele pomalého „rozkulačování“ komunisté hledali také ve svých řadách: za údajně smířlivé postoje vůči kulakům byli roku 1951 zatčeni a roku 1954 odsouzeni Gustáv Husák a Marie Švermová.
Ministr zemědělství Július Ďuriš ovšem dosavadní opatření považoval za nedostatečná a prosazoval zpřísnění represí: za odebrané stroje se sedlákům již neměla vyplácet náhrada a kulakům (mezi něž zahrnoval již i hospodářství menší než 20 ha) měl být znemožněn prodej půdy, aby nemohli uniknout z „kulacké třídy“. První požadavek schválil ÚV KSČ 4. května 1951, kdy za „kulaka“ mohl být považován i majitel 8–20 ha půdy (rozlišeno podle bonity půdy), druhý požadavek se naplnil zákonem v červenci.
ÚV KSČ také schválil také zpřísnění trestů: rolníci neměli být trestáni jen pokutami, nýbrž úplnou konfiskací majetku a odnětím svobody. „Kulacká třída“ se tak měla úplně zlikvidovat – „vesničtí boháči“ měli být přesídleni a měli začít pracovat v dolech, lomech, stavebnictví nebo na státních statcích. Přitom se neměly měnit zákony, nýbrž jen velmi přísně kontrolovat plnění dodávek a trestat i za jejich malé nedodržení.

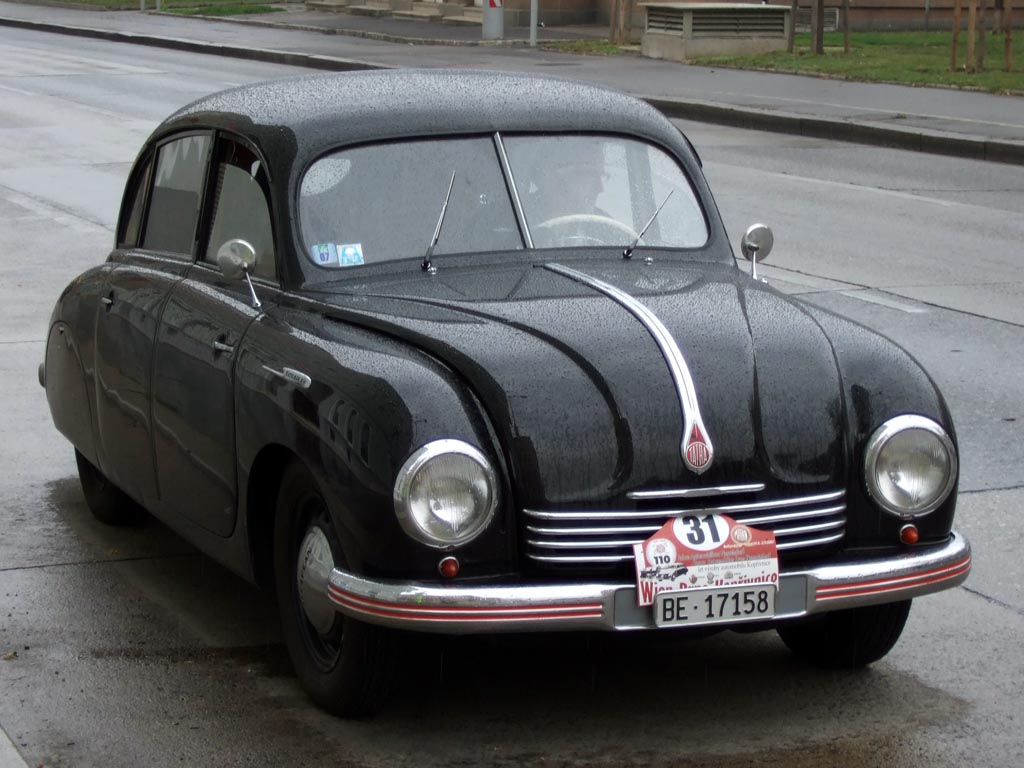
Tatra 600, využívaná často příslušníky bezpečnostních orgánů

Ve většině případů byli soukromí zemědělci souzeni na základě trestního práva správního. Od srpna 1950 do března 1951 takto bylo potrestáno celkem 48 485 rolníků, což představovalo 39 % z celkového počtu potrestaných občanů. Ačkoli propaganda hlásala boj proti „vesnickým boháčům“, 82 % odsouzených rolníků vlastnilo půdu o rozloze maximálně 20 ha a jen 18 % spadalo do kategorie „kulaků“ podle starší definice. Trestní řízení soudní zůstávalo vyhrazeno jen pro závažné případy: soudy pak ve vykonstruovaných procesech trestaly za většinou smyšlenou protistátní či teroristickou činnost a mezi udělovanými tresty nechyběly ani tresty smrti. Sedláci vlastnící více než 20 ha půdy opět tvořili v první třetině roku 1951 menšinu (14 %), většinu z 389 odsouzených tvořili drobní a střední rolníci.
Trestáni ovšem nebyli pouze samotní sedláci, nýbrž také jejich děti, jimž státní orgány znemožnily studium na odborných školách. Vedle toho došlo k zatýkání spisovatelů, kteří psali o selské či náboženské tematice (Bedřich Fučík, Zdeněk Kalista, Josef Kostohryz, František Křelina, Jan Zahradníček a další) a které soudy odsoudily v procesech s tzv. Zelenou internacionálou.
Na zvýšené aktivitě soudů mělo podíl také ministerstvo spravedlnosti (ministr Štefan Rais a jeho náměstek Karel Klos), které instruovalo prokurátory a soudce k častějšímu ukládání trestu zákazu pobytu v místě dosavadního bydliště, jenž by postihoval nejen samotného sedláka, nýbrž celou jeho rodinu. Spolu s ministrem národní bezpečnosti Ladislavem Kopřivou a ministrem vnitra Václavem Noskem začal ministr spravedlnosti připravovat rozsáhlejší akci proti sedlákům. 25. června 1951 společně vydali „výnos tří ministrů o postupu proti sabotérům zásobování obyvatelstva masem“, podle něhož se Státní bezpečnost a Veřejná bezpečnost měla soustředit především na „vesnické boháče“, aby se tak zvrátil nepoměr mezi odsuzovanými drobnými rolníky a sedláky. Sbor národní bezpečnosti se při akci s krycím názvem „Akce maso“ měl zaměřit na kontrolu automobilů, zda nepřevážejí zboží na černý trh, a na shromažďování informací o „kulacích“.
Tato akce přišla v době, kdy se stále více projevoval negativní ekonomický dopad kolektivizace, „zatlačování kulaků“ a jednostranného zaměření na zbrojní a průmyslovou výrobu. Rostoucí nespokojenost obyvatelstva ovšem komunisté pomocí propagandy dokázali obratně nasměrovat opět proti „vesnickým boháčům“, kteří údajně trh s potravinami záměrně sabotovali. Proto tak počátkem léta 1951 byly na rozsáhlou protikulackou akci připraveny nejen bezpečnostní orgány, soudy, ale také veřejnost.

### Babice a následné procesy (léto 1951)
Rozbuškou k rozpoutání akce proti sedlákům se stala teroristická vražda tří funkcionářů místního národního výboru v Babicích 2. července 1951. Ačkoli ohledně této události panuje mnoho nejasností, pro vývoj kolektivizace v ČSR je důležité, že komunisté dokázali vraždy dokonale využít. Případ se stal záminkou k rozpoutání rozsáhlého zatýkání, zastrašujícím soudním procesům a k vystupňování nenávistné kampaně proti odpůrcům kolektivizace.

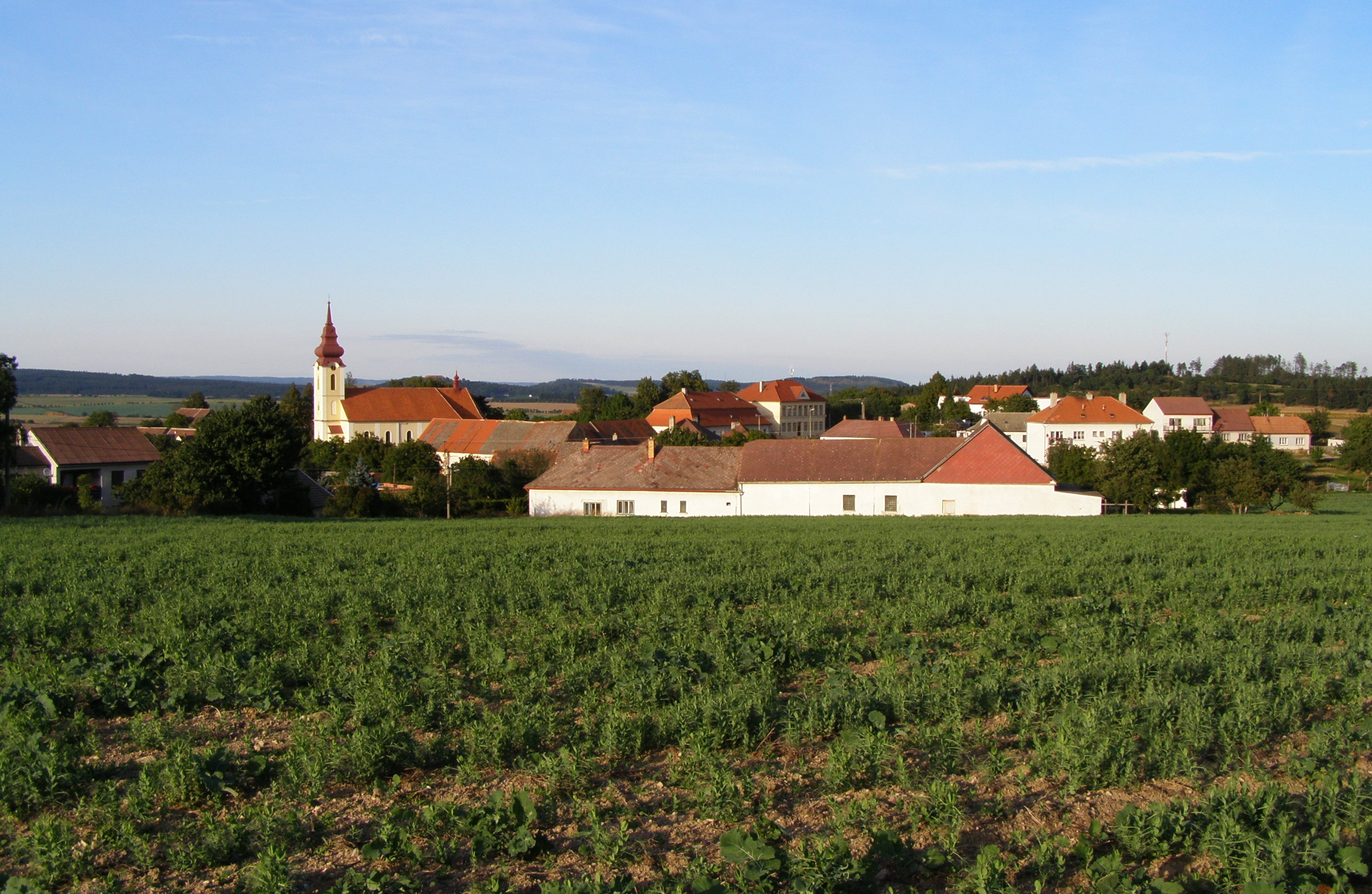
Babice

Již deset dní po vraždě začal v Jihlavě třídenní proces podle propracovaného scénáře, který schválil ministr spravedlnosti Rais. 1. srpna Nejvyšší soud zamítl odvolání odsouzených, následující den prezident odmítl žádosti o milost a již 3. srpna, tedy měsíc po babických událostech, bylo vykonáno sedm rozsudků smrti; dalších sedm lidí bylo odsouzeno k doživotnímu nebo dlouhému vězení. Veškerý majetek odsouzených podlehl konfiskaci a jejich rodiny byly přesídleny. Tyto rozsudky zrušil až roku 1996 Nejvyšší soud České republiky.
Brzy následovaly další vykonstruované procesy, jež se tentokrát zaměřovaly zejména na sedláky, nikoli na drobnější rolníky, které měly tyto procesy jen zastrašit a donutit ke vstupu do JZD. Každý okres usiloval o to, aby v něm proběhl alespoň jeden veřejný kulacký proces, jenž by soukromé zemědělce podnítil k souhlasu s kolektivizací. Obžaloby většinou kladly sedlákům za vinu neplnění dodávek, kritiku kolektivizace, rozkladnou činnost v JZD nebo podněcování rolníků proti vstupu do JZD. Tresty byly tvrdé: nezřídka těžké až doživotní žaláře, pobyt v táborech nucené práce, propadnutí veškerého majetku i tresty smrti. Soudy již plně fungovaly podle komunistického pojetí justice jako poslušného nástroje boje proti třídnímu nepříteli.

## Akce K(kulak)

### První vlna (listopad 1951 – květen 1952)
Ani zintenzivnění procesů ovšem pro ministra spravedlnosti, vnitra a národní bezpečnosti nepředstavovalo dostatečný boj proti „kulakům“. Tito tři ministři proto vydali koncem října tzv. „směrnici tří ministrů“, kterou schválil ÚV KSČ. Podle této směrnice měla StB a prokurátoři zajistit, aby se v kulackých kauzách více využívalo trestu zákazu pobytu, jež se měl týkat nejen odsouzeného, nýbrž také jeho rodiny. Zákaz pobytu mohly vydávat soudy i národní výbory. Státní orgány přitom zcela ignorovaly, že tato směrnice je v příkrém rozporu s ústavou z roku 1948 (právo svobodného pobytu mohl omezit zákon, nikoli však ministerská směrnice). Přesídlené osoby pak nesměly opouštět přikázané bydliště a zaměstnání a ze zkonfiskovaného majetku si mohli vzít jen opravdu nejnutnější věci. Opravné prostředky proti rozhodnutí o přesídlení neexistovaly.

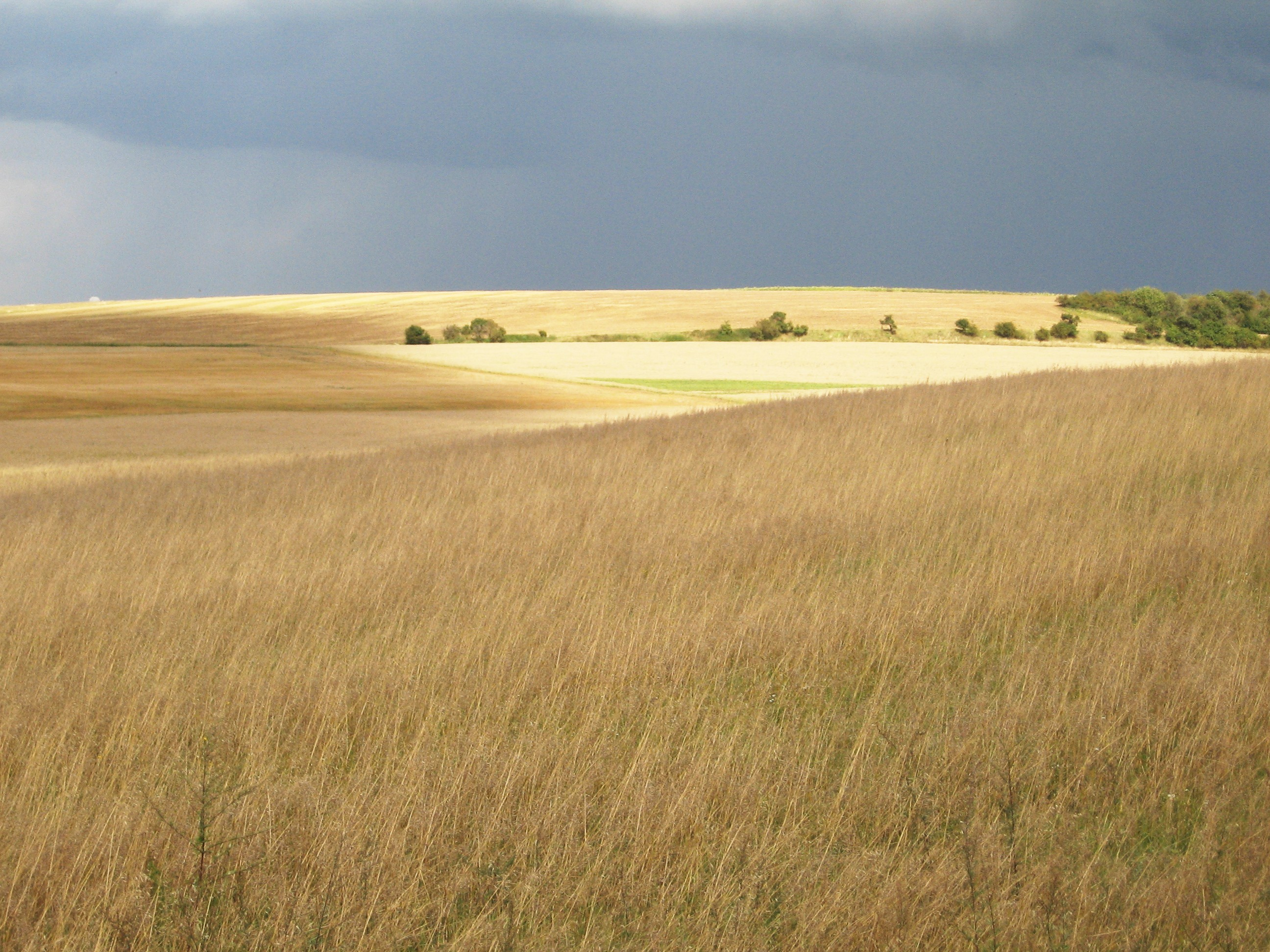
Scelené polnosti.

Hlavním garantem a vykonavatelem centrálně řízené Akce kulak byla StB, aktivně se však zapojovaly také různé úrovně KSČ, KNV a ONV, ministerstvo vnitra, ministerstvo spravedlnosti, ministerstvo práce a sociálních věcí, ministerstvo školství a osvěty. První přesuny proběhly již v listopadu 1951, narážely na mnoho překážek – státní statky nebyly připraveny na přijetí přesídlenců, JZD na převzetí a obhospodařování půdy. Tajemník ÚV KSČ Jindřich Uher proto v květnu 1952 celou akci pozastavil, dokud nebudou organizační nesrovnalosti vyjasněny. V této první vlně Akce kulak byl přesídleno 58 rodin, tedy 240 osob (většinou ženy, děti a starci, jelikož sedláci si odpykávali tresty ve vězení).

### Pozastavení akce (květen – říjen 1952)

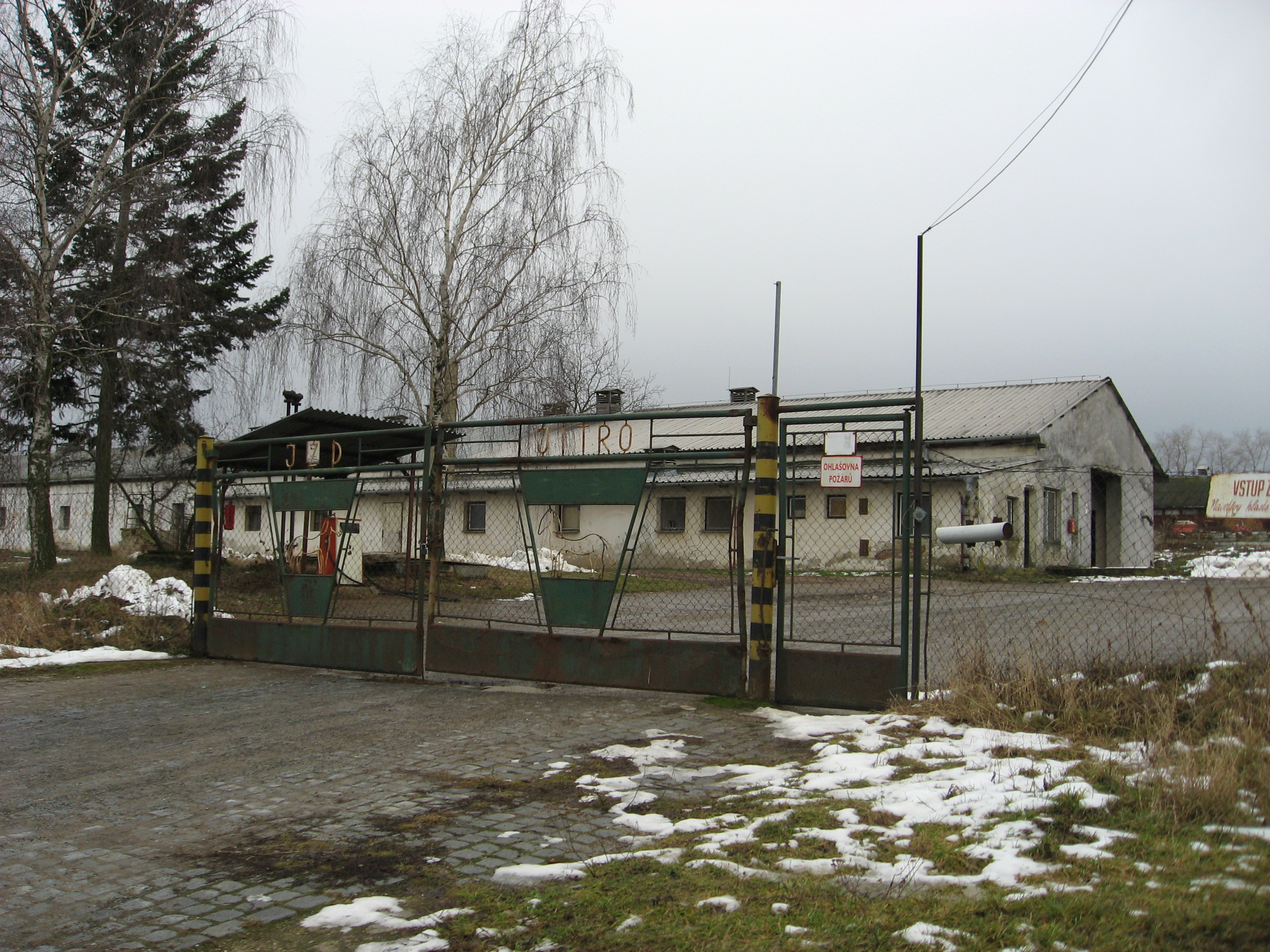
Bývalé JZD v Jinačovicích (od roku 1958 sdružovalo všechny místní zemědělce.)

Pozastavení vystěhovávání rodin sedláků ovšem neznamenalo konec represí. Naopak, na návrh ministra zemědělství Josefa Nepomuckého a ve spolupráci s ministrem školství a osvěty Zdeňkem Nejedlým proběhlo v létě a na podzim 1952 vylučování dětí sedláků z středních a vysokých škol. Také proběhla další vlna vylučování sedláků z národních výborů, a dokonce i z dobrovolných hasičských sborů. Také byly potichu zlikvidován nestranický demokratický Jednotný svaz českých zemědělců a Jednotný zväz slovenských roľníkov. Nový úvěrový systém také zrušil kampeličky (družstevní záložny na podporu soukromého hospodaření).
Samotné sedláky pak postihlo vládní nařízení, které „kulakům“ zvyšovalo povinnost dodávek o 10 % oproti ostatním zemědělcům. K tomuto účelů místní a okresní národní výbory měly sestavit seznamy „vesnických boháčů“. O měsíc později získaly ONV pravomoc navýšit „vesnickým boháčům“ daně až od 30 %. Ačkoli některé MNV tyto seznamy odmítly vypracovat, v březnu 1953 se na kulackých seznamech nacházelo několik tisíc jmen. O rok později bylo sice sestavování seznamů zrušeno, tato praxe ovšem ve skutečnosti pokračovala až do druhé poloviny 50. let.
I v době přerušení Akce kulak navíc soudy dále ukládaly tresty zákazu pobytu, jelikož však centrální organizace nefungovala, docházelo k přesídlování jen v rámci krajů. V srpnu se nakonec uskutečnila schůze sekretariátu ÚV KSČ, jenž schválil další postup proti „kulakům“. Vznikla mezirezortní skupina, jež měla koordinovat činnost jednotlivých ministerstev v dalším pokračování akce. Nakonec ministerstvo národní bezpečnosti vydalo opět tajný rozkaz, jímž byla od 1. listopadu 1952 Akce kulak obnovena.

### Druhá vlna (listopad 1952 – červenec 1953)

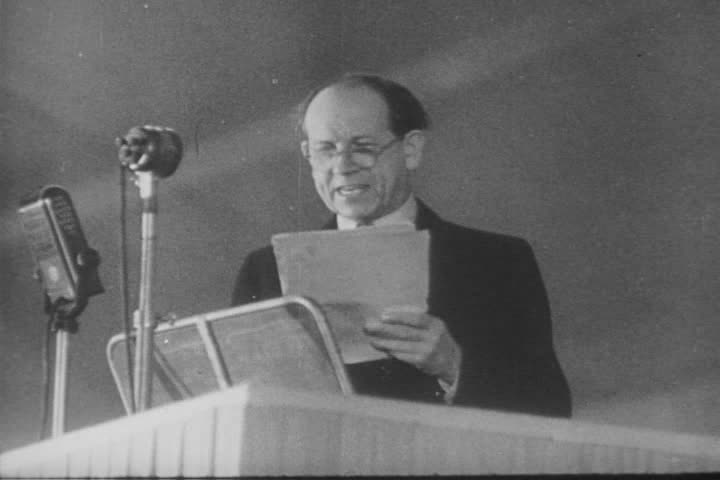
Antonín Zápotocký, předseda vlády (1948–1953) a prezident (1953–1957), na fotografii zachycen během agitačního projevu.

Státní orgány se do akce pustily s plnou silou. Zatímco v první vlně, trvající přes sedm měsíců, došlo k přesídlení 58 rodin, během prvních dvou měsíců druhé vlny (listopad a prosinec 1952) bylo vysídleno dalších 193 rodin (129 českých a 64 slovenských). V první čtvrtině roku 1953 bylo přestěhováno 353 rodin (z toho 58 slovenských), v druhé čtvrtině roku 506 českých a 112 slovenských. V polovině roku 1953 začalo přesídlování podle údajů centrální evidence MNB slábnout: ve 3. čtvrtině roku 1953 bylo přesídleno 225 českých a 27 slovenských rodin. Drsné postupy vysídlování při první vlně zůstaly zachovány, změnila se jen jejich rychlost, četnost a organizovanost. Náležitosti soudního či správního řízení byly často porušovány, neboť trestní jednání představovalo pouhou formalitu. Zatímco v českých zemích k žádným větším konfliktům mezi složkami StB a vesničany nedocházelo, na Slovensku byla situace napjatější a sousedé se vystěhovávaných rodin zastávali mnohem častěji.
Také druhá fáze Akce kulak ovšem narazila na problémy. Nejpalčivější otázkou bylo financování přesídlování: jen v první polovině roku 1953 ministerstvo vnitra na tento účel vyčlenilo 12 mil. Kčs, v druhé polovině roku (po měnové reformě) dokonce 49 mil. Kčs. Přestěhováváni rodin ovšem bylo kontraproduktivní také z toho důvodu, že JZD sice přebírala „kulackou“ půdu, avšak bez příslušných pracovních sil. Ze zemědělství nebylo možné se dostat, okolní průmyslové závody měly zákaz přijímat lidi ze zemědělství.Jedinou možností bylo přihlásit se na nábor do uhelných dolů v Ostravě, ta měla přednost i před zemědělstvím. JZD tak musela přistoupit k extenzivnímu hospodaření, což vedlo k poklesu výnosů. Tak dalece ovšem komunističtí představitelé v zemědělské politice nehleděli, z jejich hlediska kolektivizace probíhala velmi úspěšně: počet JZD přibýval, pozemky se scelovaly, JZD přecházela na vyšší úroveň. A pokud se objevil nějaký problém, pak za něj mohli zase „vesničtí boháči“.

### Ukončení a doznívání akce (červenec 1953 – leden 1954)
Po Stalinově a Gottwaldově smrti v březnu 1953 se prezidentem stal Antonín Zápotocký a předsedou vlády Viliam Široký. Zároveň došlo k přehodnocení priorit a protikulacká propaganda polevila. Napětí na venkově zmírnila květnová amnestie, jež mnohé zemědělce podnítila k vystoupení z JZD. Mocenský boj v Sovětském svazu vyvolával nejistotu československých politiků, kudy se ubírat dále, a tak některá rozhodnutí odsouvali do budoucna. V zemědělské politice se objevovaly zejména pochybnosti o tom, zda likvidace „kulaků“ přináší skutečně kýžené výsledky.
Rostoucí nespokojenost obyvatelstva s režimem (mj. kvůli měnové reformě v červnu 1953) nutil komunistické představitele učinit dílčí a přechodné taktické ústupky. V otázce zemědělství se to projevilo, když ministr národní bezpečnosti Karol Bacílek vydal v červenci 1953 ústní rozkaz k zastavení Akce kulak. Tímto ovšem skončila jen centrální organizace přesídlování „kulaků“, neboť na úrovní krajů a okresů vystěhovávání ještě nějakou dobu doznívalo. V ÚV KSČ se mezitím prosadil názor o tom, že při zakládání JZD nelze používat násilí a posléze byla vydána opatření, jež zrušila kulacké seznamy a povinnost zvýšených dodávek, omezila trestní pravomoci národních výborů (zákaz pobytu mohly ukládat nadále již jen soudy) a dokonce umožnila poskytovat finanční pomoc soukromě hospodařícím zemědělcům.
ÚV KSČ 18. ledna 1954 „směrnici tří ministrů“ definitivně zrušil, neboť „pro nedostatečné politické zajištění a nesprávné provádění akce nesplnila svůj účel“. Důvodem byla mj. nezákonnost vystěhovávání, za dosavadní nezákonné postupy ovšem nikdo potrestán nebyl a naopak opatření spojená s přestěhováním zůstala v platnosti. Ministerstvo vnitra nakonec toho roku provedlo bilanci celé akce: od října 1951 do počátku roku 1954 bylo v Československu přesídleno 3–4 tisíce rodin.

## Dokončení kolektivizace a její důsledky

### Dokončení kolektivizace (1954–1960)

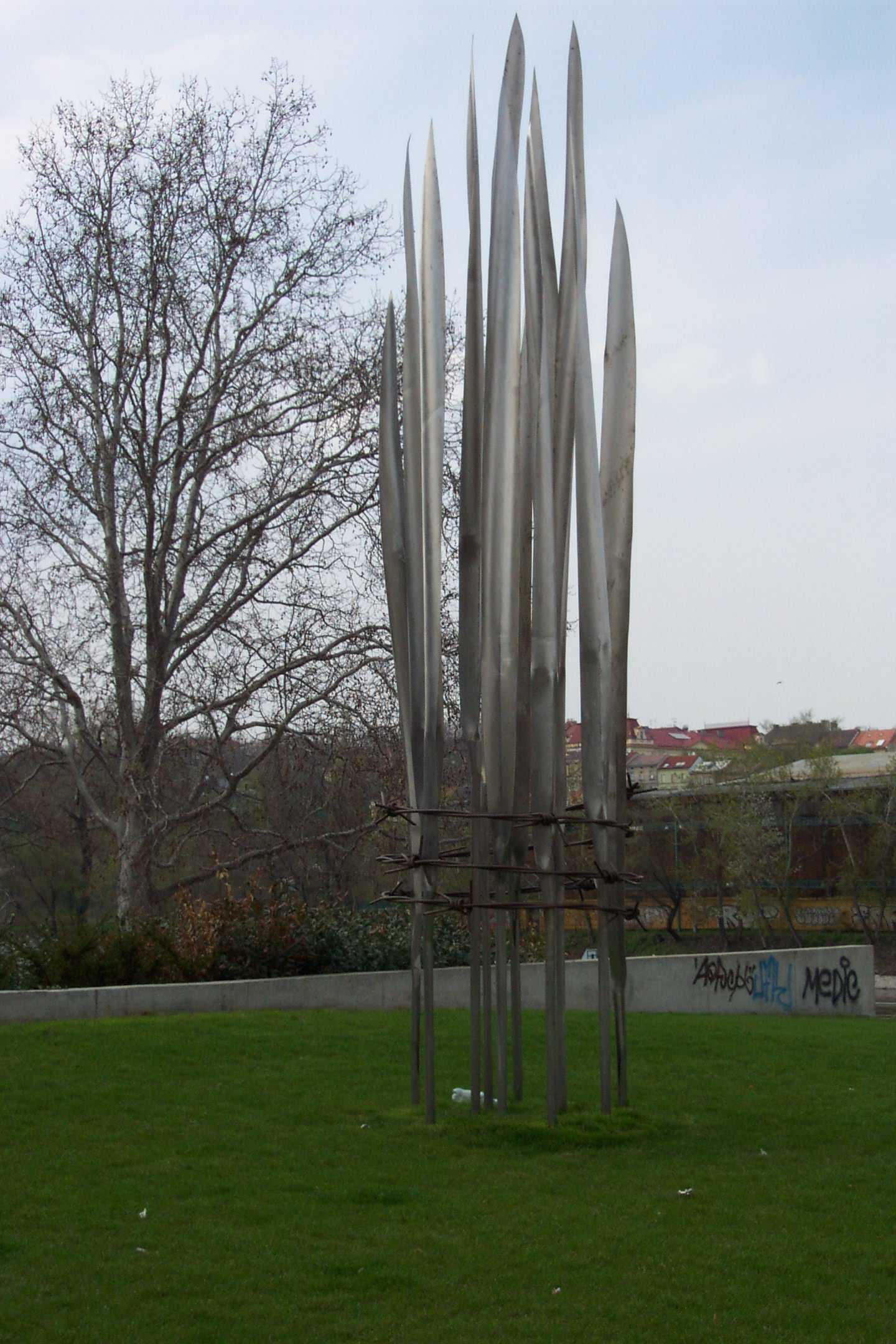
Památník obětem kolektivizace v Praze.

Uvolnění procesu kolektivizace se ovšem ukázalo jen jako dočasné. Ústupky režimu byly jen taktickým manévrem, nikoli projevem „zmoudření“ režimu. X. sjezd KSČ v polovině roku 1954 ve snaze čelit rostoucímu počtu odhlášek z JZD a JRD vyzýval k opětovnému zesílení trestání „neplničů“ a „kulaků-sabotérů“. Komunistický režim opět zesílil štvavou propagandu a na rozdíl od Polska, Maďarska či NDR v Československu nepřipouštěl existenci soukromého sektoru a dále trval na tom, že selský stav je nutno zlikvidovat. Otázkou byl jen způsob provedení. Po konzultaci se Sovětským svazem ÚV KSČ rozhodl o důsledném provádění politiky omezování a zatlačování „kulactva“ a vláda vydala nařízení, jež nutila zemědělce neschopné dodržet dodávky k předání své půdy do státního vlastnictví.
„Kulaci“ nakonec mohli být přijímáni do zemědělských družstev, avšak jen do takových, jež jsou stabilní a „vesničtí kapitalisté“ je tedy nebudou moci rozvrátit. V červenci 1960 prezident Antonín Novotný slavnostně vyhlásil vítězství socialismu v Československu. V této době skončilo také organizované omezování a likvidace selského stavu, neboť to již nebylo potřeba. Zatímco roku 1949 „vesničtí boháči“ (vlastníci 20–50 ha) spravovali 35 159 hospodářství, roku 1957 to bylo již jen 1 251. Počty sedláků a jejich prestiž rapidně klesly a selský původ se stal přítěží při získávání práce či vzdělávání. V soukromém hospodaření pokračovali jen nejzatvrzelejší zemědělci, ostatní vstoupili do JZD nebo „uprchli“ do měst.
Zemědělská družstva ovšem měla být pouhým mezistupněm; od kolektivního družstevního vlastnictví se mělo přejít k ideálu „všelidového společného vlastnictví“. V 60. a 70. letech proto probíhal proces spojování družstev do větších celků, socialistického ideálu ovšem nikdy nebylo dosaženo.

### Důsledky kolektivizace po roce 1989

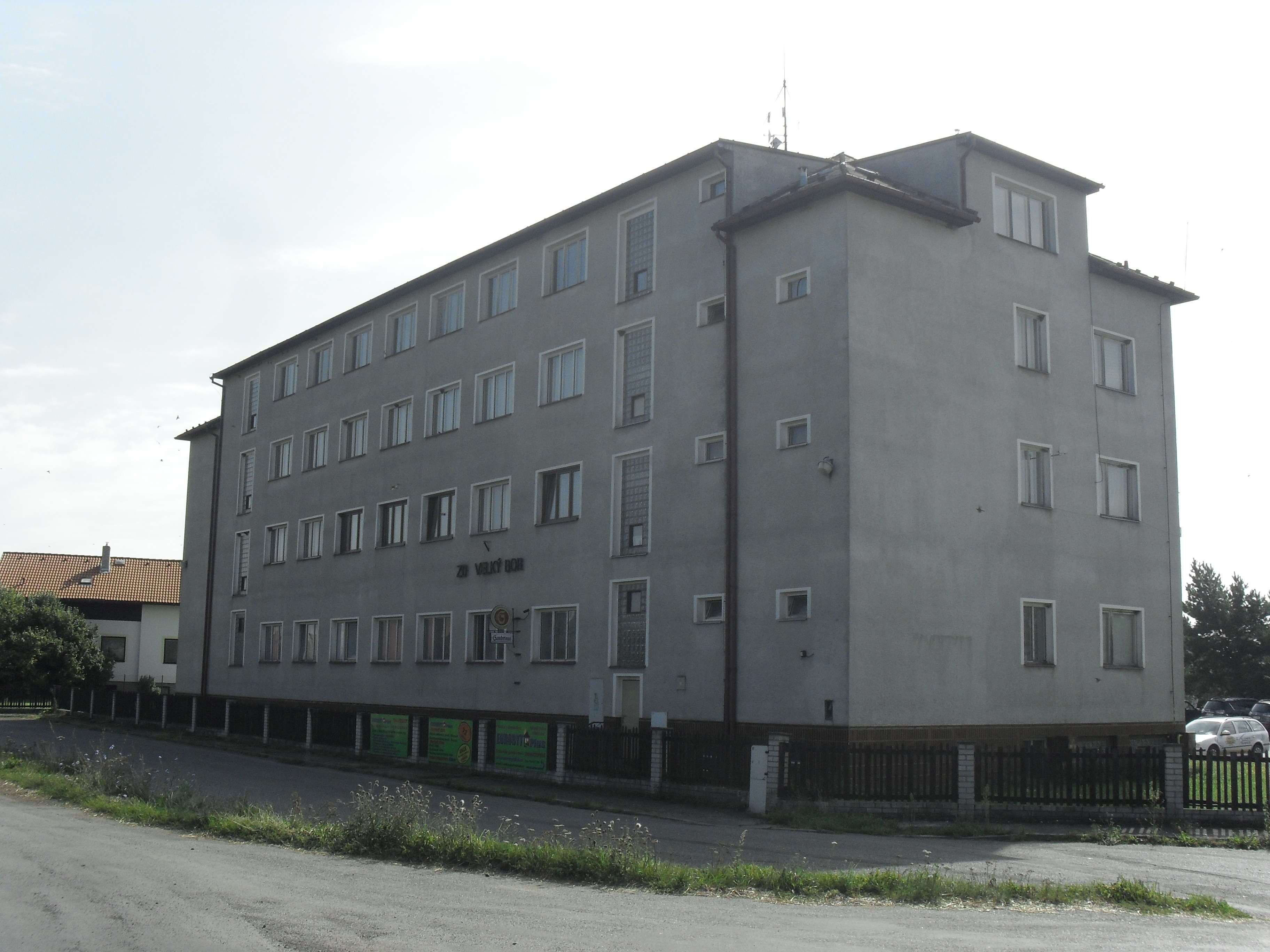
Bývalé JZD v obci Velký Bor. Po pádu komunismu přejmenováno na Zemědělské družstvo (šrouby po písmenu "J" jsou na fasádě stále vidět) a přešlo na tržní ekonomiku.

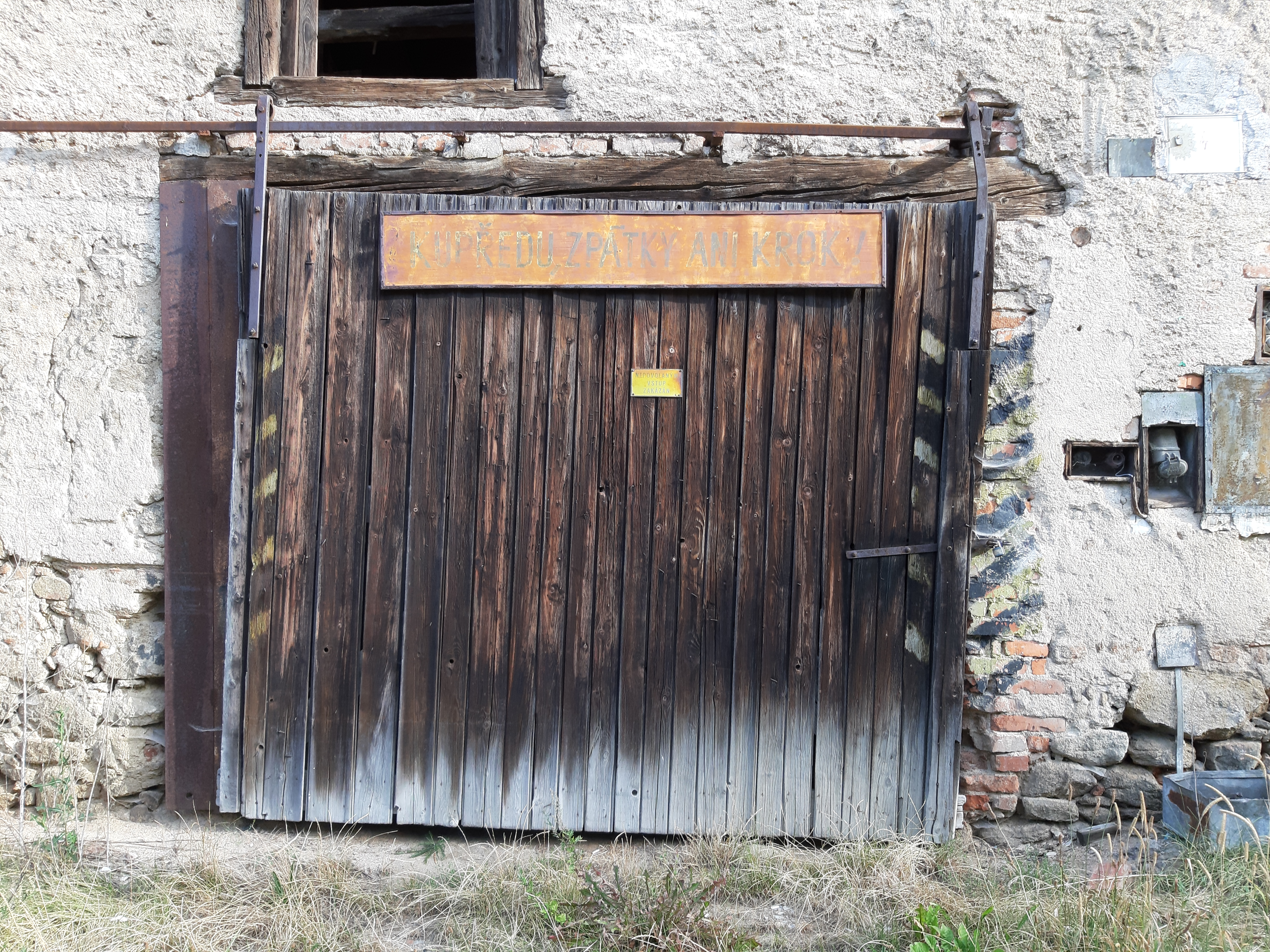
V tomto prostoru bývalo technické zázemí pro JZD. Dodnes (k srpnu 2022) je tam k vidění jedno z typických komunistických hesel (vyfoceno ve vesnici Defurovy Lažany).

Jelikož kolektivní hospodaření komunisté vybudovali jen na politicko-ideologických základech a nikoli na základech hospodářských, po pádu československého komunistického režimu roku 1989 se začala jednotná zemědělská družstva rozpadat anebo zásadně přizpůsobovat principům tržní ekonomiky. Rovněž proběhla restituce majetku, ovšem jen část bývalých zemědělců či jejich potomků se k zemědělství vrátila. Ostatní majetek prodali či pronajali větším pozemkovým vlastníkům, kteří začali provozovat farmy o rozloze 100–500 ha.
Návrat zemědělství zpět ke stavu před kolektivizací by ovšem rovněž nebyl žádoucí. Vývoj v západní Evropě (zejména ve Francii) ukázal, že proces scelování pozemků vede k ekonomicky výhodnějšímu hospodářství. Zatímco v západní Evropě ovšem scelení pozemků bylo dosaženo odkupem půdy od méně úspěšných zemědělců, ve východním bloku včetně Československa k tomu došlo represemi komunistického režimu, jež za sebou zanechaly miliony obětí, rozvrácené sousedské vztahy a pachuť bezpráví, jež lze dnes jen těžko napravit.
Drtivá většina strůjců násilné kolektivizace zůstala nepotrestána. Průlomový rozsudek vynesl až roku 2010 olomoucký okresní soud, když odsoudil bývalého předsedu MNV v Brníčku Ladislava Nakládala na dva roky podmíněně za podíl na nuceném vystěhování místní selské rodiny v rámci Akce Kulak. Nakládal se odvolal k pobočce krajského soudu v Olomouci, která jej nakonec v březnu 2011 odsoudila na rok a půl podmíněně.